# Villa Madero, Campeche
Villa Madero är en stad i kommunen Seybaplaya i delstaten Campeche i Mexiko. Staden ligger nära kusten, söder om kommunhuvudstaden Seybaplaya. Villa Madero är kommunens näst största samhälle och hade 3 954 invånare vid den senaste officiella folkräkningen i Mexiko 2010.